# Boško Antić
Božidar "Boško" Antić (szerb cirill betűkkel: Божидар "Бошко" Антић; Szarajevó, 1944. január 7. – Belgrád, 2007. december 3.) Európa-bajnoki ezüstérmes bosnyák labdarúgó, edző.

## Pályafutása

### A válogatottban
1968-ban 1 alkalommal szerepelt a jugoszláv válogatottban. Részt vett az 1968-as Európa-bajnokságon.

## Sikerei, díjai

### Játékosként
FK Sarajevo
- Jugoszláv bajnok (1): 1966–67

Jugoszlávia
- Európa-bajnoki döntős (1): 1968

### Edzőként
FK Sarajevo
- Jugoszláv bajnok (1): 1984–85